# デジモンアドベンチャー02
『デジモンアドベンチャー02』（デジモンアドベンチャーゼロツー、英: DIGIMON ADVENTURE 02）は、デジモンシリーズのテレビアニメ第2作、『デジモンアドベンチャー』の続編。通称：「デジモン02」、「02」。

## 概要
いわゆる「デジモン四部作」の2作品目である。前作『デジモンアドベンチャー』（無印）から世界観を受け継いでおり、純粋な続編となっている。新たな選ばれし子供たちは3人で、前作から登場するタケルとヒカリが続投し、メインキャラは5人（後に6人）となった。その他の前作の選ばれし子供たちは彼らのサポート役となる。
デジメンタルの力で進化する「アーマー進化」、デジモン同士が合体する「ジョグレス進化」など古代の進化や、新しい進化が多種多様に登場することが特徴であり、デジモンアニメシリーズ中最も進化方法が多彩である。
一方で、「みんな均等に見せ場があり、敵を倒す回数もほぼ同じになるように、というのが基本的な作り方のスタンス」で製作され、一部の登場人物ばかりが活躍しない前作とは対照的に、後半は大輔と賢の2人をメインに扱う話が多くなる。また、想像の余地のあるラストだった前作とは異なり、本作品では最終回において子供たちの将来の姿・職業・子供までハッキリ描き切り物語を完結させている。
次作『デジモンテイマーズ』以降は毎回世界設定が異なり、作品間での整合性は考えられていないが、ゲームなどではパラレルワールドとして扱われる場合がある。また、作中における重要なエピソードがゲームシリーズのシナリオに分割されており、アニメシリーズの中でもメディアミックス展開が色濃い作品である。
最高視聴率・12.7%、最低視聴率・6.2%、平均視聴率・11.0%、バンダイ総玩具売上144億円。デジモン人気がピークの最中の作品で、玩具・関連グッズ売り上げ、映画興行などでは高い数字を出した。

## ストーリー
カイザー編（第1話～第21話）
八神太一たちの冒険から3年後の2002年。デジタルワールドはデジモンカイザーと名乗る少年に支配されていた。デジモンカイザーは進化を抑えるダークタワー、デジモンを操るイービルリングを使い、デジモンたちを混乱に陥れていた。
一方、お台場に引っ越した高石タケルは転校先の小学校の校庭で太一と似た少年・本宮大輔と出会う。編入先のクラスでかつての仲間であり、太一の妹である八神ヒカリとも再会し、さらに校庭で出会った大輔とも知り合うが、なんと大輔は新たなデジヴァイス「D-3」を受け取り、新たな選ばれし子供へとなった。
デジタルワールドで太一がピンチに陥っていることを知り、大輔たちはデジタルワールドへと向かう。そこで大輔は勇気のデジメンタルを引っこ抜くことで、自身のパートナー・ブイモンを目覚めさせる。さらにデジメンタルを使いブイモンをフレイドラモンへとアーマー進化させ、操られていたモノクロモンのイービルリングを破壊、解放させた。そして大輔は太一からゴーグルを受け継ぎ、選ばれし子供として戦うことを誓った。
さらに新たな仲間である井ノ上京とホークモン、火田伊織とアルマジモン、そして再び選ばれたタケルとパタモン・ヒカリとテイルモンと共に、デジモンカイザー・一乗寺賢との戦いが始まった。
アルケニモン編（第22話～第50話）
デジモンカイザー・一乗寺賢との決着後の数ヶ月後に、大輔達はデジモンカイザーが支配されたデジタルワールドの復旧作業を進めていた。
ところが、復活したダークタワーによって再び進化することが出来なくなってしまう。一方、アルケニモンとマミーモンが現れる。
かつてデジモンカイザーだったことが明かすことになった賢は大輔が彼のピンタに食らわせるも納得し、そして大輔と賢の「D-3」の光を照らしエクスブイモンとスティングモンをパイルドラモンへジョクレス進化させた。
そして、大輔達は新たな敵であるアルケニモンとマミーモンとの新たな戦いが始まった。

## 内容
ストーリー自体は、デジタルワールドを守るために選ばれし子供たちが現実世界とデジタルワールドを往復する展開を取っており、前作のようなサバイバル要素は薄く、ヒーローもののようなコンセプトになっている。また本作品では基本的に不殺のスタンスが徹底されている。
前半に登場する敵デジモンの多くはデジモンカイザーによって操られた者たちであり、イービルリングやイービルスパイラルといった洗脳の道具を破壊することで殺害すること無く決着がつけられる工夫がなされていた。また中盤からは「命」の無いと言われるダークタワーデジモンが数多く登場した。そのほか敵勢力内での同士討ちや異次元空間への追放などが多く、直接的に子供たちの陣営が敵対するデジモンを殺害する場面は極めて少ない。44話「暗黒デジモンとの死闘」は、『デジモンテイマーズ』のようにほとんど唯一生きたデジモンを殺害するエピソードであり、作中で子供たちの一人がショックを受ける場面が描かれている。
13話「ダゴモンの呼び声」の脚本は、小中千昭が執筆しており、クトゥルー神話の色が濃い一風変わった話で、伝奇やクトゥルー神話をモチーフにした作品を多く手掛ける作家朝松健も絶賛する話であった。また、13話のタイトルコールのときにデジモン文字で「フングルイ ムグルウナフ クトウルウ ルルイエ ウガフナグル フタグン」（「ルルイエの館にて死せるクトゥルフ夢見るままに待ちいたり」の意）と記されていた。

## デジタルワールド・現実世界以外の世界
暗黒の海
デジタルワールドのさらに奥にある世界。「ダゴモンの海」とも呼ばれている。現実世界やデジタルワールドと平行な世界だが、時々位相のずれが生してこの海に迷い込む者もいる（迷い込むのは主にヒカリや賢のような光や闇の力に敏感な人間）。賢は、「ヒトの悲しみなどの感情が集まった世界」と推測した。及川はこの世界からダークタワーのデータを得て、2年前には賢をこの世界にメールで誘導し、デジヴァイスを暗黒デジヴァイスに変化させ、屈折した思考の持ち主、デジモンカイザーを誕生させた。デーモンは最後にこの世界に送られる前にも、ここを知っていた様子。
デジモンなのかさえも不明な謎の存在が住み、彼らの神を崇めている。
クトゥルー神話の色が濃く、デジモン文字でインスマウス（クトゥルー神話のダゴンの信者が住んでいる町）と書かれた看板があった。
異世界
想いを具現化する力がある。例えば、「勝ちたい。強くなりたい。負けない」という想いがあれば、それが戦闘力となる。3年前に子供たちに敗れ、データとなったヴァンデモンはこの世界で及川の命と暗黒の花で蓄えた力を元に肉体を具現化した。
及川は、普段アルケニモンたちをデジタルワールドへ送るのと同じく、いつものようにデジモンカードを使ってデジタルワールドのへのゲートを開いたつもりが、ブラックウォーグレイモンが光が丘からデジタルワールドへのゲートを封印したためにデジタルワールドへのゲートが開かず、この世界に来てしまった。ヴァンデモン曰く、偶然着いた世界。
この想いを具現化する現象により「通常では有得ない、ほぼ全ての進化系が同時に出現する」という状況が発生。（ベリアル）ヴァンデモンはその総攻撃に晒される羽目となった。

## 用語解説

### アイテム
D-3
大輔、京、伊織、タケル、ヒカリ、賢が手に入れた新型のデジヴァイス。光子郎のロサンゼルスの友人（『ぼくらのウォーゲーム!』で光子郎が話していた大学に在籍している小学生）が分析した際、「DIGITAL（デジタルの）」・「DETECT（検波する）」・「DISCOVER（発見する）」の3つの単語を見つけ、以前のデジヴァイスと区別するために頭文字をとり、上記の名前で呼ばれている。同名の玩具も存在するが、それの正式名はDIGIMON DETECT AND DISCOVER。
以前のデジヴァイスとの大きな違いは、パソコンやゲートポイント（7年前にデジモンが現れた光が丘や、前作のサマーキャンプ場である御神渓谷など）などにかざせば、デジタルワールドへ続くゲートを開くことができること。以前のデジヴァイスでは、デジタルゲートが開いている時にゲートをくぐることしかできない。
以前のデジヴァイスは超進化した後でなければ他のデジヴァイスを探知することができなかったが、D-3は最初から他のD-3や旧型のデジヴァイス、そしてデジメンタルを探知することができる（賢のD-3にこの機能があるかは不明）。
作中で機能として説明されたことはないが、このD-3を手に入れた子供は、デジタルワールドでの服装が自動的にイメージにより変わっている（例外として、タケルとヒカリは入手後に服装が変化せず、デジタルワールドに入るとD-3を手に入れた時に着ていた服装に変化するようになった）。
D-3は一乗寺賢が自身の以前のデジヴァイスを暗黒の海に浸した時のイメージが形となったもので、大輔たち5人は賢の暴走に対抗するために選ばれ、同じ形のデジヴァイスを手に入れる。大輔、京、伊織のD-3は勇気のデジメンタルから生み出されたもので、タケルとヒカリのものは希望と光のデジメンタルの力で彼らのデジヴァイスが変化したものである。賢のD-3（カイザー時代は暗黒デジヴァイスともよばれていた）はデジヴァイス特有の聖なる力と闇の力を持ち合わせ、ダークタワーと同様、デジモンの通常進化を封じる機能を持つ。さらには自分のパートナーでないデジモンを暗黒進化させることができるが、改心後は使用してはいない（カイザー消滅と同時にこの能力も消滅した）。他にも暗黒の海へのゲートを開くなど、オリジナルであるためかD-3の中でも特別な力を持っている。
後に他にもD-3を持ったパートナーデジモンを持つ子供が誕生するが、上記の6個のD-3は特別製らしく、後のドラマCDで少なくとも2003年の時点では大輔たち以外はゲートを自由に開けないことが言われている。
本作品から3年後の『デジモンアドベンチャー tri.』では、タケルとヒカリが引き続きD-3を持っている。
デジメンタル
古代種のデジモン、または古代種の遺伝子データを持つデジモンを「アーマー進化」させることができる力を持ったアイテム。ダークタワーによる通常進化妨害に対抗するため、「デジタルワールドの安定を望む者」が復活させ、古代種をパートナーに持つ新たな選ばれし子供たちに使わせるためにパートナーと共に配置していた。本来は「勇気」「愛情」「知識」のデジメンタルのみしか使われないはずだったが、パタモンとテイルモンがアーマー進化可能だったことと、デジメンタルの情報を保存できるディーターミナルの存在によって、他のデジメンタルも、その力が必要とされた時に子供たちに使わせるために贈られたり、一時的に、優しさの紋章を「奇跡」のデジメンタルへと変えられたりしていた。大輔、京、伊織は先代の選ばれし子どもたちの紋章に対応したデジメンタルを、タケル、ヒカリは自身の紋章に対応したデジメンタルをディーターミナルに保存している。デジメンタルの種類はアニメに出てくる限りでは9つ（勇気、友情、愛情、純真、知識、誠実、希望、光、奇跡）、他にも「優しさ」のデジメンタル（ドラマCDで登場）や「運命」のデジメンタル（劇場版）がある。
前作の紋章と違い、こちらは持ち主とそのパートナー専用のアイテムではなく、ドラマCDでは他の選ばれし子供の保存しているデジメンタルを使ったアーマー進化が多数見られた（ただし入手の際には「もっとも素晴らしい心の特質」以外に持ち主が持っている心の特質が影響してくる場合もある様子。また、携帯機の公式設定上はデジメンタルとデジモンの間には相性があり、無理に相性の合わない物を使うと暴走してしまう）。
紋章
心の特性がデジタルワールドに置いて図形として表された物。進化の道具としての意味は『デジモンアドベンチャー』の「紋章」を参照。『02』では進化の道具としての紋章はデジタルワールドの安定のために、前作の選ばれし子供たちが2000年にデジタルワールドに放ち、消えてしまう。なお前作の53話で破壊された紋章が再構成されたものなのか、新たに作られた物なのかは不明。
前作に出てきた8つの紋章のうち6つ、勇気、友情、愛情、純真、知識、誠実などは精神特質をあらわしている。残りの2つの紋章は特殊な紋章でそれぞれに、「光」は命を生みだす物、「希望」はどんな暗闇の中でも決して光を失わない物のことを指し示しており、今作ではデジメンタルやアーマー体の身体に刻まれている。
また、今作新たに登場した3つの紋章のうち、「優しさ」の紋章が前者のような精神特質に属し、「奇跡」・「運命」の紋章が後者のような特殊な紋章に類するものである。
賢が手に入れ、『02』唯一の前作と同じ進化の道具として現れた紋章である優しさの紋章は、デジモンカイザーの要塞では動力である暗黒のエネルギーを制御するために使用され、ワームモンとはじまりの街での再会の際にも二人を導くなど、前作と同様に不思議な力が秘められている。またタグがないため進化の道具としては不完全で、スティングモンは単体では完全体や究極体に進化できない。優しさの紋章は、大輔たちが紋章の力でデジモンカイザーの要塞の爆発を止めようとするが失敗し、その後は誰がいつ回収したかは不明だがディーターミナルに保存され、ドラマCDでは再び登場する。アニメでは奇跡のデジメンタル、ドラマCDでは優しさのデジメンタルに変化している。
ディーターミナル
デジメンタルの情報を保存することができる機械。デジメンタルをディーターミナルに保存したり、保存されたデジメンタルを使用する際にはD-3を介して（通信して）使用する。本来の機能はメール機能のみだが、上記の能力に加え、さらに光子郎や京の改良で色々な能力が備えられた。一部を除いた選ばれし子供たちは全員持っている。ドラマCD『2年半の休暇』によると、前作の現実世界での戦いによって壊滅した後、再建されたお台場には無線通信網が張り巡らされ、ディーターミナルは実験的にお台場の子供たちに配布された無線メール端末であるとのこと。なぜデジメンタルを保存できるか、またなぜ田町に住んでいるはずの賢が所有しているかは不明。
ホーリーリング
一部の聖なる力を持ったデジモンの持つ聖なるリング。テイルモンの尾についていたホーリーリングは、一話冒頭にテイルモンがデジモンカイザーの襲撃から逃げている時に失くしてしまう。その後、デジモンカイザーの要塞で暗黒の力を制御するのに利用していたが、基地の崩壊後は放置され、それをゲンナイが回収しジョグレス進化のエネルギーとして無断で利用していた。最終回になってテイルモンに返却される。前作の劇場版に登場したパロットモンなども所有するが、今作では希少価値が上がっている。
劇場版ではオメガモンのボディ部分が皆（アグモンたち）の希望の詰まったホーリーリングとなり、「オメガブレード」へと変化した。
ホーリーストーン
壊されるとデジタルワールドに災いが起こるとされている石（ホーリーリングのようなものがついている）、ブラックウォーグレイモンが破壊し続けたもので全部で7つある。3つ目のホーリーストーンを壊してから位相の歪みの中からチンロンモンが現れるようになり、最後のホーリーストーンにデジヴァイスの光をかざした際にチンロンモンが現れた。1度、エンジェモンの聖なる力が共鳴したのか、ホーリーエンジェモンに進化させたことがある。ブラックウォーグレイモンが壊したホーリーストーンがあった場所には、チンロンモンによって光の種が植えられた。ホーリーストーンが破壊されてもチンロンモン以外の四聖獣に影響があった描写が見られなかったため、ホーリーストーンはチンロンモンが守護するデジタルワールドの東のエリアを安定させるものである可能性もある。
光の種
チンロンモンが破壊されたホーリーストーンの跡地に植えた物。育てばホーリーストーンと同じような役目をするらしいが詳細不明。対照的な名前である暗黒の種との関連性も不明。
ダークタワー
オベリスクのような形をした黒い塔。この塔が建っているデジタルマップのエリアは黒く染まり、塔を破壊すると白くなる。デジタルデータであるため、一瞬にして建てることができる。
元は暗黒の海に存在しているもの。『02』初期には通常進化抑制機能と暗黒デジヴァイスによるデジモン洗脳の電波塔的役割だった。シリーズ後半からはアルケニモンがこの塔からデジモンを生み出したり、クリスマスにこの塔が現実世界に現れたりしていた。進化抑制機能は、賢が改心した後はアルケニモンたちなどが傍に居ないと機能しなかったため、外部からの力がないと進化抑制機能は発揮できない模様。デジモン同様に電子機器を狂わせる働きがある。及川悠紀夫いわく色々な使い道があり、最大の効力は世界のそのものに影響を与え位相を狂わし、環境を変えてしまうことで、及川は大人でもデジタルワールドに行けるようにするために賢やアルケニモンたちを使ってダークタワーを建てさせた。ただし、結局すべてはヴァンデモンの策略の一環であったため、位相を狂わせデジタルワールドを守護する力を弱める以上のことができたかは不明。
イービルリング
ヴァンデモンがコピーしておいた、ヒカリのテイルモンのホーリーリングのデータを反転させて作り出したリング。暗黒デジヴァイスやダークタワーのあるエリア内にいる幼年期から成熟期クラスのデジモンがこのリングをはめられてしまうと洗脳されてしまう。イービルリングでは完全体クラスを操るにはデータ処理能力が追いつかずにいたため、アンドロモンの洗脳は不十分だった。後に、デジモンカイザーはイービルリングを改良した「イービルスパイラル」で完全体であるメタルグレイモンを洗脳した。イービルスパイラルは、ダークタワーがなくても暗黒デジヴァイスの力を受信できる。
暗黒の種
賢の体内に埋め込まれているデジタル物質。賢が秋山遼と2年前にした冒険でミレニアモンを倒した時に体内に埋め込まれた。暗黒系デジモンの力の糧となる闇の力を生み出す。前向きな心を持った人間には全く効果のない脆弱なものだが、心に影を持った人間には非常に厄介なもの。兄の死により心に影を落とした賢は、暗黒の種の力で頭脳・運動神経が超人並みになるが闇に支配され性格が変わってしまう。改心後は両親の自分への愛情に気づいたことで種の暗黒の力を防いでいる。また賢に埋め込まれたものはオリジナルであるためか、上手く賢の身体に適合したらしいがコピーした暗黒の種はそのままにしてしまうと「暗黒の花」が咲き、そのままその身体を蝕む。
及川がコピーした暗黒の種は誘拐された少年少女たちに埋め込まれたのち、闇の力の増大で花（彼岸花のような形を象っていた）が咲き、その花はベリアルヴァンデモンの餌となった。暗黒の花は精神的な物であるためか人間には見えない。
また、前作の小説版ではエージェント・ゲンナイがピエモンに埋め込まれた黒い暗黒球は暗黒の種子であり、改良された物も暗黒の種子であると言われている（単なる文章のミスなのか、ミレニアモンの放った暗黒の種がゲンナイに埋め込まれた物より改良された物ということなのかは不明）。

### 進化
通常進化
デジメンタルの力なしで、デジモン自身の力や人間の心の特質の力により行われる進化。完全体や究極体に進化することが可能だった先代の選ばれし子供たちのパートナーデジモンたちは、子供たちが紋章をデジタルワールドを安定させるために使ってしまったため、四聖獣の力を借りなければ完全体に進化しにくくなった上に、序盤ではダークタワーの影響で成熟期の進化の登場はあまりなかった。賢がカイザーでなくなった後はダークタワーの進化抑制能力がなくなり、アグモンたちだけでなくブイモンたちもこの進化が出来るようになる。
クリスマスには現実世界に現れたダークタワー粉砕のためにチンロンモンから授かった力で先代の選ばれし子供たちのパートナーは完全体に超進化できるようになり、パイルドラモンも究極体に進化できるようになった。ブラックウォーグレイモンが再び現れた際にはアグモンのみにさらに力を与えられ、究極体にワープ進化できるようになった。
序盤にテイルモンがダークタワーを破壊した際に超進化、ホーリーストーンの力を浴びエンジェモンが超進化を果たしたことがある。パルモンを除く先代のパートナーデジモンがチンロンモンから授かった力をインペリアルドラモンに与えたため再び超進化する力を失った（後にアグモンのみ復帰）が『デジモンアドベンチャー02 ディアボロモンの逆襲』、『デジモンアドベンチャー tri.』ではガブモンや他のパートナーデジモンたちが再び力を取り戻した様子である。ピヨモン、テントモン、パルモン、ゴマモンはこの際PSP版『デジモンアドベンチャー』で登場した究極体に究極進化を果たした。
アーマー進化
デジメンタルの力を借りてアーマー体に進化する、古代デジタルワールドで古代のデジモンたちが使っていた擬似的進化。「デジメンタルアップ！」とパートナーが叫ぶと進化する。現代では絶えて久しい進化だったが、『02』の前編ではダークタワーの影響で通常進化が出来なかったので、それに対抗するために「デジタルワールドの安定を望む者」が、アーマー進化可能な古代種のデジモンをデジメンタルと共に復活させた。通常進化に比べるとデジメンタルの力で進化するため、身体に負担が少ない。進化条件は進化するデジモンが古代種のデジモン、または古代種の遺伝子データを持つデジモンであること。進化する際に、キメ台詞がある（キャラクター紹介参照）。奇跡と運命のデジメンタルは黄金のデジメンタルと呼ばれている。
余談だが、ゲーム「デジモンストーリー サンバースト・ムーンライト」では完全体となっている。
ジョグレス進化
デジモン同士の合体進化。進化条件は合体するデジモンが通常進化によって進化した成熟期クラス以上のデジモンであること。アニメではそれに加えて、選ばれし子供同士の心のシンクロが必要だった。ジョグレス進化の際は「ジョグレス進化」とパートナーデジモンが叫ぶ。劇中ではジョグレスはJOINT（合体）・PROGRESS（進歩）から来た言葉だと、光子郎によって推測されている。テイルモンのホーリーリングがジョグレス進化の力の源であると説明され、もうジョグレス進化は必要なくなったとして最終話でゲンナイにホーリーリングの返却と同時に言われるが、その後であるディアボロモンの逆襲でも問題なく使っているため、ホーリーリングはジョグレスのきっかけを後押しするような物である。
アニメで成熟期同士のジョグレス進化で生まれた完全体デジモンを「ジョグレス体」と呼ぶことがあるが、これは通常進化とアーマー進化で進化したデジモンと区別して呼びやすくしたもの（デジモンの世代に「ジョグレス体」と呼ばれるものは存在しない）。

### 出来事
光が丘爆弾テロ事件
現実世界では7年前の1995年の春に光が丘で起きたデジモン出現事件。詳しくはデジモンアドベンチャーの劇場版『デジモンアドベンチャー』を参照。太一たち1999年の選ばれし子供たちはこの事件の目撃者という共通点がある。上記の名前は世間での呼称。
この事件の目撃者は全て子供であったため、大人たちはデジモンの存在を否定し、ヒカリ以外の子供は徐々にこの事件のことを忘れてしまった。この事件の後、タケル以外の1999年の選ばれし子供たちの家はお台場に、タケルの家は三軒茶屋に引っ越した。
お台場霧事件
現実世界では3年前の1999年の8月3日にお台場で起きた事件。詳しくはデジモンアドベンチャーを参照。ヴァンデモンによって交通機関などが遮断され、お台場が陸の孤島と化した。また、上空にデジタルワールドが現れたことも含まれる場合もある。上記の名前は世間での呼称。
本宮大輔はお台場でヴァンデモンに捕らえられていた子供たちのうちの一人だった。また、火田伊織は上空に現れたデジタルワールドの影響で墜落しそうだった飛行機に乗っていた（ガルダモンに助けられる）。
2000年のネット事件
現実世界では2年前の2000年の3月4日にインターネット上で起きた事件。詳しくはデジモンアドベンチャー ぼくらのウォーゲーム!を参照。核ミサイルが発射されるがオメガモンの活躍で不発に終わった。上記の名前は通称ではないが特定の通称はない。
八神太一・石田ヤマト・泉光子郎・高石タケルが事件の当事者、井ノ上京はこの事件の目撃者でありオメガモンに応援メールを送っていた。
8/1（8月1日）計画
1999年の8月1日にサマーキャンプに来ていた選ばれし子供たち、7人が初めてデジタルワールドへ行った記念日のこと（ヒカリは風邪で休んでいた）。『02』では17話に行われた。なお、大輔は8/1を「はちぶんのいち」と読み間違えており、正しい読み方は「いちぶんのはち」である

### 選ばれし子供たち
選ばれし子供たち
デジタルワールドに何らかの不具合が生じた際に、不具合の修正のためにデジタルワールドの安定を望む者に選ばれ、パートナーデジモンを他の者より早く与えられた、「不具合の修正のために戦うこと」を義務付けられた人間全般のこと。
狭義では特に紋章の持ち主である1999年の選ばれし子供たちと、2002年にデジメンタルを所有することになった選ばれし子供たちのこと。
選ばれる基準や、何のために選ばれたかは、その時々のデジタルワールドの危機によって異なり、「選ばれた」ことで生まれる、為さねばならない義務も、その時々の危機によって大きく異なる。
例えば1999年の子供たちはデビモン、エテモン、ヴァンデモン、ダークマスターズの4体といった強大で残酷な暗黒デジモンと、存在するだけで世界そのものに歪みを与え、暗黒の力をもたらした根源的な敵であるアポカリモンを倒すことと、暗黒の力によって封印されたデジタルワールドを守護する力である四聖獣を紋章によって復活させることであり、2002年の子供たちは、通常進化を封じ、四聖獣の力を弱めるダークタワーの撤去と、それを世界に設置するデジモンカイザー、そしてその背後の存在する敵を倒すことである（チンロンモンの話から、デジモンカイザーとしての賢は異物として排除し、選ばれし子供としての賢は救済することが目的だった様子）。
パートナーデジモンを持つ子供たち
何らかの形でデジタルワールドやデジモンと接点を持ったことをきっかけに、パートナーデジモンを与えられた子供たち。クリスマスに選ばれし子供たちに協力をした外国の選ばれし子供たちや、最終回でパートナーとデジヴァイス（D-3）を与えられた暗黒の種を植え付けられた子供たちのこと。及川由紀夫もこれに相当するので、子供が付いているとはいえ年齢制限はない。ドラマCDによると大輔の姉、京の姉たち、丈の兄にもパートナーデジモンが現れたため彼らのこれに相当する。
デジタルワールドに行ったことがない子供や、選ばれた自覚がなく、為すべきことを把握していない子供も存在するが、基本的にデジタルワールドのためにデジタルワールドの安定を望む者によってパートナーデジモンを与えられた人間に変わりはないので、ほとんどのパートナーデジモンを持つ子供たちは上記の選ばれし子供たちと明確な差はなく、選ばれし子供たちの予備軍や、現実世界にデジモンが現れた時の予防策として配置されていた選ばれし子供や、一見分からない場合もあるが、デジタルワールドの安定のために何かしら役に立つと見込まれた人間とも言える。
前作のドラマCDによると、選ばれし子供たちを含めた人数は、1995年から1年で倍のペースで増えている。
なお、2002年の二十五年後の2027年にはすべての人々にパートナーデジモンが存在しデジタルワールドが世界中の人々に認知されるようになったが、それら全て人々がデジタルワールドの安定を望む者によってパートナーデジモンを与えられたかは定かではない。

## スタッフ
- 原案 - 本郷あきよし
- 連載 - 「Vジャンプ」（集英社）
- シリーズディレクター - 角銅博之
- シリーズ構成 - 前川淳、吉村元希
- キャラクターデザイン - 中鶴勝祥
- 総作画監督 - 信実節子
- 美術デザイン - 飯島由樹子
- 音楽 - 有澤孝紀
- 企画 - 川上大輔、木村京太郎、関弘美
- 制作協力 - 東映
- 制作 - フジテレビ、読売広告社、東映アニメーション

## 主題歌
オープニング「ターゲット〜赤い衝撃〜」
作詞 - 松木悠 / 作曲・編曲 - 太田美知彦 / 歌 - 和田光司
インペリアルドラモンの進化シーンの挿入歌にも使用される。ドラゴンモードが1番（39・43・45・46話〈途中でファイターモードに変化する〉）、ファイターモードが2番の歌詞（45話）となる。
エンディング
「アシタハアタシノカゼガフク」（1 - 25話）
作詞 - 三浦徳子 / 作曲 - MIZUKI / 編曲 - 渡部チェル / 歌 - AiM
「いつも いつでも」（26 - 50話）
作詞 - 松木悠 / 作曲 - 白川明 / 編曲 - 太田美知彦 / 歌 - AiM
挿入歌
「brave heart」（7・13・14・22・24 - 26・28・33・36・38・39・41・42・46話）
作詞 - 大森祥子 / 作曲・編曲 - 太田美知彦 / 歌 - 宮崎歩
通常進化のテーマソング。
「Break up!」（1 - 16・18 - 21・26・28・33・41・44・49話）
作詞 - 山田ひろし / 作曲・編曲 - 太田美知彦 / 歌 - 宮崎歩
アーマー進化のテーマソング。
「Beat Hit!」（26 - 27・29 - 32・34 - 39・44 - 45・47話。49話でも使用されたがノンクレジット。）
作詞 - 山田ひろし / 作曲・編曲 - 太田美知彦 / 歌 - 宮崎歩
ジョグレス進化のテーマソング。
「僕は僕だって」（8話）
作詞 - 松木悠 / 作曲 - 千綿偉功 / 編曲 - 渡部チェル / 歌 - 和田光司
「願いかなえるカギ」（38話）
作詞 - 松木悠 / 作曲 - 江川袷史 / 編曲 - 渡部チェル / 歌 - 石田ヤマト（風間勇刀）
「みんなのクリスマス」（38話）
作詞 - 小林和子 / 作曲・編曲 - 太田美知彦 / 歌 - 和田光司
「天使の祈り」（38話・42話）
作詞 - 松木悠 / 作曲・編曲 - 太田美知彦 / 歌 - AiM
「Now is the time!!」（40話）
作詞 - 1171 / 作曲・編曲 - 渡部チェル / 歌 - AiM
「僕らのデジタルワールド」（50話）
作詞 - 松木悠 / 作曲・編曲 - 太田美知彦 / 歌 - デジモンオールスターズ with 和田光司、AiM
「sun goes down」（50話）
作詞・作曲 - 藤重政孝 /編曲 - 是永巧一 / 歌 - AiM
「Butter-Fly」（50話）
作詞・作曲 - 千綿偉功 / 編曲 - 渡部チェル / 歌 - 和田光司

## 各話リスト
| 話数 | サブタイトル                               | 脚本       | 演出       | 作画監督   | 美術       | 放送日         | 登場デジモン                                                                           | 収録DVD&VHS |
| ---- | ------------------------------------------ | ---------- | ---------- | ---------- | ---------- | -------------- | -------------------------------------------------------------------------------------- | ----------- |
| 1    | 勇気を受け継ぐ者                           | 前川淳     | 角銅博之   | 八島善孝   | 飯島由樹子 | 2000年 4月2日  | スナイモン モノクロモン                                                                | VOL.1       |
| 2    | デジタルゲートオープン                     | 前川淳     | 梅澤淳稔   | 清山滋崇   | 清水哲弘   | 4月9日         | スナイモン ドリモゲモン モジャモン                                                     | VOL.1       |
| 3    | デジメンタルアップ                         | 吉村元希   | 吉沢孝男   | 信実節子   | 飯島由樹子 | 4月16日        | エレキモン ゴツモン ティラノモン                                                       | VOL.1       |
| 4    | 闇の王デジモンカイザー                     | まさきひろ | 川田武範   | 出口としお | 清水哲弘   | 4月23日        | ベジーモン レッドベジーモン                                                            | VOL.1       |
| 5    | ダークタワーを倒せ                         | 吉田玲子   | 芝田浩樹   | 伊藤智子   | 飯島由樹子 | 4月30日        | ギザモン ユキダルモン シェルモン エビドラモン                                          | VOL.2       |
| 6    | 危険なピクニック                           | 浦沢義雄   | 今村隆寛   | 海老沢幸男 | 飯島由樹子 | 5月7日         | ゲコモン オタマモン ゴキモン                                                           | VOL.2       |
| 7    | ヒカリノキオク                             | 前川淳     | 角銅博之   | 竹田欣弘   | 清水哲弘   | 5月14日        | ガードロモン アンドロモン                                                              | VOL.2       |
| 8    | デジモンカイザーの孤独                     | 西園悟     | 梅澤淳稔   | 八島善孝   | 飯島由樹子 | 5月21日        | デルタモン バケモン                                                                    | VOL.2       |
| 9    | イービルリング魔力の暴走                   | 吉村元希   | 吉沢孝男   | 信実節子   | 清水哲弘   | 5月28日        | メラモン ダークティラノモン スカルグレイモン                                           | VOL.3       |
| 10   | 敵はメタルグレイモン!                      | まさきひろ | 川田武範   | 清山滋崇   | 飯島由樹子 | 6月4日         | エアドラモン ダークティラノモン メタルグレイモン(青)                                   | VOL.3       |
| 11   | 青い稲妻ライドラモン                       | 吉村元希   | 芝田浩樹   | 出口としお | 清水哲弘   | 6月11日        | フライモン メタルグレイモン(青)                                                        | VOL.3       |
| 12   | デジモン牧場の決闘                         | 浦沢義雄   | 今村隆寛   | 伊藤智子   | 飯島由樹子 | 6月18日        | スターモン リボルモン                                                                  | VOL.3       |
| 13   | ダゴモンの呼び声                           | 小中千昭   | 角銅博之   | 海老沢幸男 | 清水哲弘   | 6月25日        | ハンギョモン エアドラモン                                                              | VOL.4       |
| 14   | 疾風のシュリモン                           | 吉村元希   | 梅澤淳稔   | 竹田欣弘   | 飯島由樹子 | 7月2日         | ベタモン シードラモン ゴリモン デジタマモン                                            | VOL.4       |
| 15   | シュリモン武芸帳                           | 前川淳     | 吉沢孝男   | 八島善孝   | 清水哲弘   | 7月16日        | フローラモン マッシュモン イガモン トノサマゲコモン                                    | VOL.4       |
| 16   | サブマリモン海底からの脱出                 | まさきひろ | 川田武範   | 信実節子   | 飯島由樹子 | 7月23日        | メガシードラモン                                                                       | VOL.4       |
| 17   | お台場メモリアル                           | 吉村元希   | 芝田浩樹   | 出口としお | 清水哲弘   | 7月30日        | ウィザーモン                                                                           | VOL.5       |
| 18   | カイザーの基地を追え!                      | 前川淳     | 今村隆寛   | 清山滋崇   | 飯島由樹子 | 8月6日         | タスクモン クワガーモン ドクグモン                                                     | VOL.5       |
| 19   | 合成魔獣キメラモン                         | まさきひろ | 角銅博之   | 伊藤智子   | 清水哲弘   | 8月13日        | デビモン キメラモン                                                                    | VOL.5       |
| 20   | 超絶進化!黄金のマグナモン                  | 吉田玲子   | 梅澤淳稔   | 海老沢幸男 | 飯島由樹子 | 8月20日        | バケモン キメラモン                                                                    | VOL.5       |
| 21   | サヨナラ、賢ちゃん…                        | 前川淳     | 吉沢孝男   | 竹田欣弘   | 飯島由樹子 | 8月27日        | キメラモン                                                                             | VOL.6       |
| 22   | 豪勇進化!エクスブイモン                    | 浦沢義雄   | 川田武範   | 八島善孝   | 清水哲弘   | 9月3日         | トータモン                                                                             | VOL.6       |
| 23   | デジヴァイスが闇に染まる時                 | 吉村元希   | 芝田浩樹   | 信実節子   | 飯島由樹子 | 9月10日        |                                                                                        | VOL.6       |
| 24   | 大地の装甲アンキロモン                     | 吉田玲子   | 今村隆寛   | 出口としお | 飯島由樹子 | 9月17日        | サンダーボールモン                                                                     | VOL.6       |
| 25   | 大空の騎士アクィラモン                     | まさきひろ | 梅澤淳稔   | 清山滋崇   | 清水哲弘   | 9月24日        | ユキミボタモン ゴーレモン                                                              | VOL.7       |
| 26   | ジョグレス進化今、心をひとつに             | 吉村元希   | 角銅博之   | 伊藤智子   | 飯島由樹子 | 10月1日        | ミノタルモン オオクワモン                                                              | VOL.7       |
| 27   | 無敵合体!パイルドラモン                    | 前川淳     | 吉沢孝男   | 海老沢幸男 | 清水哲弘   | 10月8日        | オオクワモン                                                                           | VOL.7       |
| 28   | 昆虫使いの罠!!                             | まさきひろ | 川田武範   | 竹田欣弘   | 飯島由樹子 | 10月15日       | ゴキモン フライモン スナイモン クネモン ドクグモン                                     | VOL.7       |
| 29   | アルケニモン蜘蛛女のミス                   | まさきひろ | 芝田浩樹   | 八島善孝   | 清水哲弘   | 10月22日       | アルケニモン マミーモン                                                                | VOL.8       |
| 30   | 暗黒究極体ブラックウォーグレイモン         | 浦沢義雄   | 今村隆寛   | 直井正博   | 飯島由樹子 | 10月29日       | ブラックウォーグレイモン                                                               | VOL.8       |
| 31   | 愛の嵐シルフィーモン                       | 吉田玲子   | 梅澤淳稔   | 伊藤智子   | 飯島由樹子 | 11月5日        | ブロッサモン                                                                           | VOL.8       |
| 32   | 謎の遺跡ホーリーストーン                   | まさきひろ | 佐々木憲世 | 信実節子   | 清水哲弘   | 11月12日       | マンモン ナイトモン                                                                    | VOL.8       |
| 33   | 今日のミヤコは京の都                       | 吉村元希   | 角銅博之   | 出口としお | 飯島由樹子 | 11月19日       | ムシャモン ハヌモン                                                                    | VOL.9       |
| 34   | ホーリーポイントを守れ                     | 吉田玲子   | 川田武範   | 清山滋崇   | 清水哲弘   | 11月26日       |                                                                                        | VOL.9       |
| 35   | 爆進!ブラックウォーグレイモン              | 前川淳     | 吉沢孝男   | 海老沢幸男 | 飯島由樹子 | 12月3日        | モジャモン メガシードラモン ルカモン                                                   | VOL.9       |
| 36   | 鋼の天使シャッコウモン                     | 浦沢義雄   | 芝田浩樹   | 竹田欣弘   | 飯島由樹子 | 12月10日       | バクモン デジタマモン                                                                  | VOL.9       |
| 37   | 巨大究極体チンロンモン                     | 吉村元希   | 梅澤淳稔   | 八島善孝   | 清水哲弘   | 12月17日       | チンロンモン                                                                           | VOL.10      |
| 38   | ホーリーナイトデジモン大集合!              | 吉村元希   | 佐々木憲世 | 直井正博   | 飯島由樹子 | 12月24日       | ダークティラノモン バケモン もんざえモン ヌメモン クワガーモン スナイモン メガドラモン | VOL.10      |
| 39   | 全員出動!インペリアルドラモン              | 前川淳     | 角銅博之   | 出口としお | 飯島由樹子 | 12月24日       | トリケラモン                                                                           | VOL.10      |
| 40   | ニューヨーク香港大混戦!                    | まさきひろ | 吉沢孝男   | 伊藤智子   | 清水哲弘   | 2001年 1月14日 | トノサマゲコモン エアドラモン ジュレイモン                                             | VOL.10      |
| 41   | サンゴとベルサイユ大乱戦!                  | 浦沢義雄   | 川田武範   | 信実節子   | 飯島由樹子 | 1月21日        | アノマロカリモン ゲソモン マメモン ビックマメモン メタルマメモン ギロモン              | VOL.11      |
| 42   | 恋とボルシチ大激戦!                        | 吉田玲子   | 芝田浩樹   | 清山滋崇   | 清水哲弘   | 1月28日        | ドクグモン ミノタルモン フライモン マンモン                                            | VOL.11      |
| 43   | デーモン軍団の襲来                         | 吉村元希   | 梅澤淳稔   | 竹田欣弘   | 飯島由樹子 | 2月4日         | スカルサタモン マリンデビモン レディデビモン                                           | VOL.11      |
| 44   | 暗黒デジモンとの死闘                       | まさきひろ | 佐々木憲世 | 海老沢幸男 | 清水哲弘   | 2月11日        | マリンデビモン レディデビモン デーモン                                                 | VOL.11      |
| 45   | 暗黒のゲート                               | 前川淳     | 角銅博之   | 八島善孝   | 飯島由樹子 | 2月18日        | デーモン                                                                               | VOL.11      |
| 46   | ブラックウォーグレイモンVSウォーグレイモン | まさきひろ | 吉沢孝男   | 直井正博   | 清水哲弘   | 2月25日        | ブラックウォーグレイモン                                                               | VOL.12      |
| 47   | ブラックウォーグレイモンの封印             | 吉村元希   | 川田武範   | 伊藤智子   | 飯島由樹子 | 3月4日         | ブラックウォーグレイモン                                                               | VOL.12      |
| 48   | 恐怖! ベリアルヴァンデモン                 | まさきひろ | 芝田浩樹   | 出口としお | 清水哲弘   | 3月11日        | アルケニモン マミーモン ベリアルヴァンデモン                                           | VOL.12      |
| 49   | 最後のアーマー進化                         | 前川淳     | 梅澤淳稔   | 竹田欣弘   | 飯島由樹子 | 3月18日        | ベリアルヴァンデモン                                                                   | VOL.12      |
| 50   | ぼくらのデジタルワールド                   | 吉村元希   | 角銅博之   | 信実節子   | 飯島由樹子 | 3月25日        | ベリアルヴァンデモン                                                                   | VOL.12      |

## 放送局
出典は個別に提示されているものを除き2000年10月中旬 - 11月上旬時点のものとする。
| 放送地域       | 放送局             | 放送系列                                     | 放送時間                                                                         | 備考                                     |
| -------------- | ------------------ | -------------------------------------------- | -------------------------------------------------------------------------------- | ---------------------------------------- |
| 関東広域圏     | フジテレビ         | フジテレビ系列                               | 日曜 9:00 - 9:30                                                                 | 制作局                                   |
| 岩手県         | 岩手めんこいテレビ | フジテレビ系列                               | 日曜 9:00 - 9:30                                                                 |                                          |
| 宮城県         | 仙台放送           | フジテレビ系列                               | 日曜 9:00 - 9:30                                                                 |                                          |
| 山形県         | さくらんぼテレビ   | フジテレビ系列                               | 日曜 9:00 - 9:30                                                                 |                                          |
| 新潟県         | 新潟総合テレビ     | フジテレビ系列                               | 日曜 9:00 - 9:30                                                                 |                                          |
| 石川県         | 石川テレビ         | フジテレビ系列                               | 日曜 9:00 - 9:30                                                                 |                                          |
| 静岡県         | テレビ静岡         | フジテレビ系列                               | 日曜 9:00 - 9:30                                                                 |                                          |
| 近畿広域圏     | 関西テレビ         | フジテレビ系列                               | 日曜 9:00 - 9:30                                                                 |                                          |
| 福岡県         | テレビ西日本       | フジテレビ系列                               | 日曜 9:00 - 9:30                                                                 |                                          |
| 北海道         | 北海道文化放送     | フジテレビ系列                               | 日曜 9:25 - 9:55                                                                 |                                          |
| 秋田県         | 秋田テレビ         | フジテレビ系列                               | 水曜 16:25 - 16:55                                                               |                                          |
| 富山県         | 富山テレビ         | フジテレビ系列                               | 金曜 16:00 - 16:30（2001年3月30日まで） ↓ 月曜 16:25 - 16:55（2001年4月2日から） | 2000年5月5日から2001年4月9日まで放送。   |
| 福井県         | 福井テレビ         | フジテレビ系列                               | 火曜 16:27 - 16:55                                                               | 2000年6月13日から2001年5月22日まで放送。 |
| 山梨県         | 山梨放送           | 日本テレビ系列                               | 土曜 5:30 - 5:59                                                                 | 途中打ち切り。                           |
| 長野県         | 長野放送           | フジテレビ系列                               | 日曜 9:30 - 10:00                                                                |                                          |
| 中京広域圏     | 東海テレビ         | フジテレビ系列                               | 日曜 9:30 - 10:00                                                                |                                          |
| 岡山県・香川県 | 岡山放送           | フジテレビ系列                               | 金曜 16:00 - 16:30 ↓ 木曜 16:30 - 17:00                                          |                                          |
| 広島県         | テレビ新広島       | フジテレビ系列                               | 金曜 16:30 - 17:00                                                               |                                          |
| 愛媛県         | テレビ愛媛         | フジテレビ系列                               | 日曜 6:30 - 7:00                                                                 |                                          |
| 高知県         | 高知さんさんテレビ | フジテレビ系列                               | 火曜 15:35 - 16:05                                                               |                                          |
| 佐賀県         | サガテレビ         | フジテレビ系列                               | 土曜 6:00 - 6:30                                                                 |                                          |
| 長崎県         | テレビ長崎         | フジテレビ系列                               | 水曜 15:30 - 16:00                                                               |                                          |
| 熊本県         | テレビ熊本         | フジテレビ系列                               | 月曜 17:24 - 17:54                                                               |                                          |
| 大分県         | テレビ大分         | フジテレビ系列 日本テレビ系列                | 水曜 15:55 - 16:25                                                               |                                          |
| 宮崎県         | テレビ宮崎         | フジテレビ系列 日本テレビ系列 テレビ朝日系列 | 金曜 16:00 - 16:30                                                               |                                          |
| 鹿児島県       | 鹿児島テレビ       | フジテレビ系列                               | 金曜 16:00 - 16:30                                                               |                                          |

## 劇場版

### デジモンアドベンチャー02 前編・デジモンハリケーン上陸!!／後編・超絶進化!!黄金のデジメンタル
2000年夏の東映アニメフェアで前後編で上映された。シリーズ初の長編であり夏休み公開作品。バンダイ創立50周年記念作品。同時上映『おジャ魔女どれみ♯』。興行収入12億円。
「戻れない過去」がキーワードとなっており、娯楽作品に徹した前作『ぼくらのウォーゲーム!』とは一変し、感傷的な作風となっている。
東映プロデューサー・関弘美は、「第2作は映画でいうと、ハリウッドの映画の作り方です。2000年夏の『02』劇場版はヨーロッパの独立プロダクションなんかの映画の作り方」と、本作品の特徴を説明している。
山内重保監督による難解な非言語的演出が随所に見られ、デジモンシリーズの映画作品のなかでも異色作となっている。そのためかファンの理解が及ばず、作品の出来に対して少なからず非難の声が寄せられたが、アニメーション監督の細田守とアニメスタイル編集長の小黒祐一郎は「どうして、あの『デジモンハリケーン』の面白さが分からん!?」、「技術や理屈を超えた破天荒ぶりがある」と発言し、山内を擁護する立場をとった。
本作品では、多くのシーンにおいてキャラクターから影色をなくした作画が確認できるが、これは俗に“影なし作画”と謂われるものであり、前作『ぼくらのウォーゲーム！』の細田守と山下高明の方法論を踏襲したものである。パート作画監督を務めた橋本敬史によると、前作『ぼくらのウォーゲーム！』の原画が全て残っていたので、山下のレイアウト集を全部コピーして全員に配り、それを参考にして作業したという。その上に総作画監督の相澤昌弘が色気を付け加えいくという方法が取られた。山下は、本作品では美術主体のパートを担当している。
エンディングイラストは、東映動画OB（現・東映アニメーション）の大塚康生が描き下ろしたものである。大塚が東映作品に参加するのは、『長靴をはいた猫』以来、約30年振りのこと。これには「東映漫画映画史を縦断するコンセプトがあった」という。
今作で初登場した「テリアモン」と「ロップモン」は次回作『デジモンテイマーズ』にレギュラー登場した。テリアモンは山内が絵コンテに描いた絵がもとになって生まれ、それが可愛いと評判だったから3年目に出すことになったと関はコメントしている。またケルビモン・セラフィモンも『デジモンフロンティア』にて3大天使として再び登場している。
2001年発売のドラマCD『デジモンアドベンチャー02 夏への扉』は本作品の後日談であり、監督脚本も共通している。
本編のDVDは2001年2月16日、BDは本作品を含む全作品を収録したデジモン映画のBD-BOX『DIGIMON MOVIE COLLECTION 1999-2006』が2015年1月9日発売。

#### ストーリー（映画第1作）
ニューヨーク旅行でミミを尋ねたタケルとヒカリ。しかし2人の目の前でミミのデジヴァイスが奇妙な光を放ち、彼女が消えてしまった。同時に泣きながら何かを探しているデジモンの存在を感じ取るヒカリ。一方ダウンタウンでは、大型のチョコモン（成熟期）が、グミモン（成長期）と対峙していた。戦闘のさなかチョコモンは逃亡。グミモンもパートナーの少年ウォレスと共に、姿を消す。彼らは「サマーメモリー」を目指していた。そのころ、日本でもデジヴァイスを持つ太一たちが消失する。
現実世界のヒカリは、大輔たちを米国に呼び寄せ、謎の中心にいるウォレスたちを追った。だがサマーメモリーに向かう途中、列車をチョコモンが襲撃。乗客を全て消してしまった。
一方、英語が話せない大輔たちは、渡米したもののなかなか目的地に辿り着けない。だがヒッチハイクをくり返し紆余曲折の末に乗り込んだ大型トラックの荷台で、偶然にウォレスと遭遇することができた。当初は馬の合わない大輔とウォレス。だがサマーメモリーに至る道程で、次第に友情を培ってゆく。
チョコモンとグミモン、そしてウォレスの悲しい記憶。過ぎ去った夏の日を想うチョコモンの心が、サマーメモリーを凍らせる。

#### 登場人物（映画第1作）
ウォレス
声 - 宮原永海
アメリカに住む少年。小学5年生（ドラマCD『夏への扉』の封入特典のデータカードより）。
パートナーは母親のパソコンから現れた一つのデジタマから生まれたグミモンとチョコモン。少し生意気で女の子には優しいが、母親には弱い。昔、日本人のガールフレンドがいた影響で日本語が上手。デジヴァイスは無印のものと同型である。7年前の光が丘事件以前にグミモンとチョコモンがいたため、描写で確認できる限りは一番早くパートナーデジモンを得た人間。ただし、「選ばれし子供」ではないことが示唆されている。デジヴァイスを手に入れた時期は不明。
グミモン
声 - 多田葵
ウォレスのパートナーデジモン。マイペースな性格。
本編ではずっと「グミモン」と呼ばれているが、実際はグミモンは幼年期の名前で、成長期の時の名前はテリアモン。通常進化で、ガルゴモン（成熟期）へ進化するほか、運命のデジメンタルを使い、ラピッドモンへとアーマー進化する。『デジモンテイマーズ』にもラピッドモンは登場するが、アーマーが金色ではなく緑色となっている他、細部のデザインも異なっている。
チョコモン
声 - 幼年期：能登麻美子 / 成熟期以降：西村知道
グミモンと共に生まれたデジモンだったが、サマーメモリーで突如行方不明になってしまう。その後、成熟期の姿となりウォレスを求めてデジヴァイスを持っている子供（太一達）を次々と捕らえる。
本来の名前はウェンディモンだが以降の進化系も含めチョコモンで呼ばれた。エンディングにのみ成長期のロップモンも登場する。通常進化で、アンティラモン（完全体）、ケルビモン（究極体）へ進化する。

#### スタッフ（映画第1作）
- 企画 - 関弘美
- 監督 - 山内重保
- 助監督 - 長峯達也、門由利子
- 脚本 - 吉田玲子
- キャラクターデザイン - 中鶴勝祥
- キャラクターデザイン・総作画監督 - 相澤昌弘
- 作画監督 - 工原しげき、中澤一登、青木康浩、山下高明、橋本敬史、柿田英樹、菅野利之、たかはしまなか、馬越嘉彦
- 作画監督補佐 - 君島繁、松本淳、金子秀一、神戸洋行、山田起生、新田靖成、伊東伸高、箕輪悟
- 原画 - 安藤正浩、中鶴勝祥、伊藤嘉之、斎藤久、追崎史敏、井上英紀、松田宗一郎、井上栄作、細田直人、八島善孝、亀井幹太、栗尾昌宏、佐藤雅将、森久司、新井浩一、尾石達也、山室直儀、田頭しのぶ、玉川達文、横山健次、的場茂夫、木﨑文智、三ツ井洋一、菅野宏紀、山下敏成、大塚健、池田晶子
- エンディングイラスト - 大塚康生
- 美術監督 - 澤田隆夫、行信三
- 色彩設計 - 板坂泰江
- 音楽 - 有澤孝紀

#### 主題歌（映画第1作）
オープニングテーマ「ターゲット〜赤い衝撃〜」
作詞 - 松木悠 / 作曲・編曲 - 太田美知彦 / 歌 - 和田光司
エンディングテーマ「スタンド・バイ・ミー 〜ひと夏の冒険〜」
作詞 - 1171 / 作曲 - 上田晃司 / 編曲 - 太田美知彦 / 歌 - AiM
挿入歌
「FOREVER FRIENDS」
作詞 - 橋爪恵子 / 作曲 - 村上正芳 / 編曲 - 有澤孝紀 / 歌 - Hassy（現・橋爪恵子）
「brave heart」
作詞 - 大森祥子 / 作曲・編曲 - 太田美知彦 / 歌 - 宮崎歩
「Break up!」
作詞 - 山田ひろし / 作曲・編曲 - 太田美知彦 / 歌 - 宮崎歩

#### ネット配信
バンダイチャンネルで期間限定で無料配信される。

### デジモンアドベンチャー02 ディアボロモンの逆襲
2001年3月3日に春の東映アニメフェアの1作として公開された。前年に公開された『デジモンアドベンチャー ぼくらのウォーゲーム!』の続編にあたる作品。興行収入は30億円となりシリーズ最大の記録を打ち出した。同時上映は『ONE PIECE ねじまき島の冒険』、『ONE PIECE ジャンゴのダンスカーニバル』。
監督は前作の細田守から、今村隆寛に変更された。前作を意識した展開や演出が多い。また、前作の画像の一部を流用したり組み替えたりしたシーンも存在しており、ネットで配信されるデジモンたちを見る人間の中に、3年前の前作と全く変わらない姿、同じ人数、同じ体勢で登場する人物もいる。
渋谷駅に飾ってあるポスターがこの映画の主題歌のCDジャケットのものになっており、スーパーの魚の賞味期限は関東圏での最終話放送日と同じにされている。また、前作の最終回で現実世界に戻るために使用された都電（東京都交通局7000形電車）がエンディングに登場している。
本編のDVDは2001年11月21日、BDは本作品を含む全作品を収録したデジモン映画のBD-BOX『DIGIMON MOVIE COLLECTION 1999-2006』が2015年1月9日発売。

#### ストーリー（映画第2作）
太一たちとネット上に現れた謎のデジモンの死闘から3年後（『02』本編でいえばベリアルヴァンデモンとの最終決戦から数ヵ月後）の2003年3月25日。謎のメールを開くとクラモンが現実世界に現れる現象が各地で多発する。さらに太一とヤマトの名前・写真を大量にネット上に流され、それらの元凶が生き残っていたディアボロモンの仕業と発覚。ディアボロモンを倒すため、前作と今作の選ばれし子供たちが総動員で撃退に挑む。
太一とヤマトは最強のデジモンであるオメガモンを生み出し、ネットで再びディアボロモンとの戦いを挑む。タケル、ヒカリの協力もありディアボロモンを倒すが、それはディアボロモンの真の逆襲の始まりに過ぎなかった。
そして戦いの舞台はネット世界から現実世界へ移っていく。

#### 登場人物（映画第2作）
ディアボロモン（アーマゲモン）
3年前にオメガモンにより倒されたはずだったが、生き残っていたデータが増殖し再び現れた。太一とヤマトの画像をネット上にばら撒き誘き出すとともに、現実世界にクラモンをメールで送り込んだ。エンジェモン・エンジェウーモンの援護を受けたオメガモンに倒されたが、京が直前に開けた大量のゲートから解凍したクラモンを現実世界に送り込んだ。それらが東京湾で巨大なデジタマを作り、アーマゲモンが誕生する。膨大な数のクラモンが融合進化したその巨体の戦闘力はディアボロモンのそれを遥かに凌駕し、至近からのガルルキャノンの砲撃やギガデスの直撃を受けてもびくともしない驚異的な防御力と、オメガモン・インペリアルドラモンを数発で戦闘不能に追い込むほどの圧倒的な攻撃力を併せ持つ。
凄まじい力で選ばれし子供たちを追い詰めたが、オメガモンからオメガブレードを託され変化したインペリアルドラモンパラディンモードの一撃によりクラモンに再分解され、戦いを見守っていた子供たちの携帯を介して開いたゲートによりパソコンに回収された。

#### スタッフ（映画第2作）
- 監督 - 今村隆寛
- 脚本 - 吉田玲子
- キャラクターデザイン - 中鶴勝祥
- 作画監督 - 中澤一登・亀井幹太
- 美術監督 - 行 信三
- 音楽 - 有澤孝紀

#### 主題歌（映画第2作）
「フレンド 〜いつまでも忘れない〜」
作詞 - 田中花乃 / 作曲・編曲 - 湯浅公一 / 歌 - AiM
挿入歌「ターゲット〜赤い衝撃〜」
作詞 - 松木悠 / 作曲・編曲 - 太田美知彦 / 歌 - 和田光司

#### 受賞歴
- 第19回ゴールデングロス賞優秀銀賞[18]

### デジモンアドベンチャー02 THE BEGINNING
『デジモンアドベンチャー LAST EVOLUTION 絆』の続編として、スペシャル先行上映会2023年10月5日開催、2023年10月27日に公開、2024年5月29日にBlu-ray＆DVD発売。

#### スタッフ（映画第3作）
- 監督 - 田口智久[20]
- 脚本 - 大和屋暁[20]
- キャラクターデザイン - 中鶴勝祥
- デジモンキャラクターデザイン - 渡辺けんじ
- アニメーションキャラクターデザイン - 立川聖治
- アニメーション制作 - ゆめ太カンパニー[20]
- 製作 - 東映アニメーション、東映

## 朗読劇
|   | 作品名                                                              | 公演名                                                  | 公演日        | 配信日        | 舞台監督 | 朗読台本   |
| - | ------------------------------------------------------------------- | ------------------------------------------------------- | ------------- | ------------- | -------- | ---------- |
| 1 | デジモン:One Night Stand                                            | We Love DiGiMONMUSiC お台場メモリアルコンサート2003-春- | 2003年4月6日  | N/A           | 角銅博之 | まさきひろ |
| 2 | デジモンアドベンチャー02 THE BEGINNING 昼 花火大会チケット大争奪戦! | デジフェス2023                                          | 2023年7月30日 | 2023年7月30日 | 清水雅文 | 大和屋暁   |
| 2 | デジモンアドベンチャー02 THE BEGINNING 夜 全員集合!夜の大捜査線!    | デジフェス2023                                          | 2023年7月30日 | 2023年7月30日 | 清水雅文 | 大和屋暁   |

## 映像ソフト化
DVDは東映ビデオより2001年2月21日から同年12月7日に全12巻で発売された。
デジモンアドベンチャー02 DVD-BOX
2006年12月22日バンダイビジュアルより発売、テレビシリーズ全50話収録。
デジモンTHE MOVIES Blu-ray 1999-2006
2015年1月9日東映ビデオより発売。5枚組。『デジモンアドベンチャー』から『デジモンセイバーズ』の全劇場作品収録。
デジモンアドベンチャー02 15th Anniversary Blu-ray BOX ジョグレスエディション
2016年3月2日発売。テレビシリーズ全50話収録。

## 音楽CD

### シングル
- 『ターゲット 〜赤い衝撃〜』 歌 - 和田光司 2000年4月26日発売
- 『アシタハアタシノカゼガフク』 歌 - AiM 2000年4月26日発売
- 『Break up!』 歌 - 宮崎 歩 2000年5月10日発売
- 『スタンド・バイ・ミー 〜ひと夏の冒険〜』 歌 - AiM 2000年7月5日発売
- 『いつも いつでも』 歌 - AiM 2000年10月25日発売
- 『Beat Hit!/FOREVER FRIENDS』 歌 - 宮崎 歩/Hassy 2000年11月2日発売

### マキシシングル
- 『スタンド・バイ・ミー 〜ひと夏の冒険〜』 歌 - AiM 2000年7月5日発売
- 『いつも いつでも』 歌 - AiM 2000年10月25日発売
- 『Beat Hit!/FOREVER FRIENDS』 歌 - 宮崎 歩/Hassy（橋爪恵子） 2000年11月2日発売
- 『フレンド 〜いつまでも忘れない〜』 歌 - AiM 2001年2月21日発売
- 『ターゲット 〜赤い衝撃〜』 歌 - 和田光司 2004年8月1日発売
- 『アシタハアタシノカゼガフク』 歌 - AiM 2004年8月1日発売
- 『Break up!』 歌 - 宮崎 歩 2004年8月1日発売

### アルバム
- 『デジモンアドベンチャー02 歌と音楽集Ver.1』 音楽 - 有澤孝紀 2000年7月5日発売
- 『デジモンアドベンチャー02 シングルヒットパレード』 2000年9月21日発売
- 『デジモンアドベンチャー02 クリスマスファンタジー』 2000年11月2日発売
- 『デジモンアドベンチャー02 歌と音楽集 Ver.2』 音楽 - 有澤孝紀 2001年1月24日発売
- 『デジモンアドベンチャー02 ディアボロモンの逆襲オリジナルサウンドトラック』 音楽 - 有澤孝紀 2001年3月7日発売
- 『デジモンアドベンチャー02 ベストヒットパレード』 2001年6月6日発売
- 『デジモンアドベンチャー02 前編：デジモンハリケーン上陸!!／後編：超絶進化!!黄金のデジメンタル オリジナル サウンドトラック』 2001年7月25日発売

### キャラクターソング・シングル
『デジモンアドベンチャー02 ベストパートナー』全12枚に封入されていた応募券をすべて集め応募すると、非売品CD『僕らのデジタルワールド』が入手できた。
- 『デジモンアドベンチャー02 ベストパートナー (1) 八神太一&アグモン』 2000年6月21日発売
- 『デジモンアドベンチャー02 ベストパートナー (2）石田ヤマト&ガブモン』 2000年6月21日発売
- 『デジモンアドベンチャー02 ベストパートナー (3) 泉 光子郎&テントモン』 2000年6月21日発売
- 『デジモンアドベンチャー02 ベストパートナー (4) 城戸 丈&ゴマモン』 2000年6月21日発売
- 『デジモンアドベンチャー02 ベストパートナー (5) 太刀川ミミ&パルモン』 2000年7月26日発売
- 『デジモンアドベンチャー02 ベストパートナー (6) 武之内 空&ピヨモン』 2000年7月26日発売
- 『デジモンアドベンチャー02 ベストパートナー (7) 本宮大輔&ブイモン』 2000年7月26日発売
- 『デジモンアドベンチャー02 ベストパートナー (8) 井ノ上 京&ホークモン』 2000年7月26日発売
- 『デジモンアドベンチャー02 ベストパートナー (9) 火田伊織&アルマジモン』 2000年8月23日発売
- 『デジモンアドベンチャー02 ベストパートナー (10) 高石タケル&パタモン』 2000年8月23日発売
- 『デジモンアドベンチャー02 ベストパートナー (11) 八神ヒカリ&テイルモン』 2000年8月23日発売
- 『デジモンアドベンチャー02 ベストパートナー (12) 一乗寺 賢&ワームモン』 2000年8月23日発売
- 『扉 DOOR TEEN-AGE WOLVES』 2001年4月4日発売

### キャラクターソング・アルバム
- 『デジモンアドベンチャー02 ベスト! ベスト! ベストパートナー 〜選ばれし子供たち編〜』 2001年3月21日発売
- 『デジモンアドベンチャー02 ベスト! ベスト! ベストパートナー 〜デジモン編〜』 2001年3月21日発売
- 『デジモンアドベンチャー02 ベスト! ベスト! ベストパートナー 〜デュエット編〜』 2001年3月21日発売

## ラジオドラマ

### ドラマCD
『デジモンアドベンチャー02 未知へのアーマー進化』
2001年2月7日発売。
バレンタインをテーマにしたギャグストーリー。新旧選ばれし子供とパートナーデジモンが総出演。テレビ版には登場しないアーマー進化体も多数登場。また、このころからヤマトと空は完全な恋人同士となっており、バカップルと言ってもいいほどの熱愛な描写がある（ただしここでも相手のどこが好きかなどには一切触れられていない）。
『デジモンアドベンチャー02 石田ヤマト 手紙 -Letter-』
2001年3月7日発売。
レギュラーキャラがヤマト&ガブモンしか出ないという異色作。ヤマト率いるバンド（TEEN-AGE WOLVES）の新曲を収録。ドラマではヤマトと目が不自由な少女の文通が主である。
『デジモンアドベンチャー02 夏への扉』
2001年10月3日発売。
「デジモンアドベンチャー02 前編・デジモンハリケーン上陸!!／後編・超絶進化!!黄金のデジメンタル」から一年後、2003年夏のニューヨークを舞台とした物語で、大輔を中心に進む。大輔との待ち合わせ場所でミミに呼ばれてきた、ウォレスとグミモンとも再会する。ミュージカル仕立てになっている。大輔、チビモン&グミモン、ミミ、ウォレスのキャラクターソングも収録。同名のSF小説の主人公の名がデイビス、英語版の大輔の名前でもある。
『デジモンアドベンチャー02 オリジナルストーリー 2003年 -春-』
2003年4月23日発売。
大輔、京、伊織（2役でアルマジモンも登場）、タケル、ヒカリ、賢の後日談をそれぞれ描いた物語。オムニバス形式。

### オーディオドラマ
『デジモンアドベンチャー02 THE BEGINNING』入場者特典オーディオドラマスペシャルステッカー、期間限定公開。
第1弾「大輔の第一歩！麺屋もとみや開店」
配布期間：2023年10月27日 - 2023年11月2日
第2弾「兄へのSOS！タケルとヒカリ極秘ミッション！？」
配布期間：2023年11月3日 - 2023年11月9日
第3弾「ボクたちの、未来へ！」
配布期間：2023年11月10日 - 2023年11月16日

## ゲーム
デジモン (ワンダースワン版)
- 『デジモンアドベンチャー02 タッグテイマーズ』
- 『デジモンアドベンチャー02 ディーワンテイマーズ』

PlayStation Portable
- 『デジモンアドベンチャー』

2013年1月17日発売。『デジモンアドベンチャー02』からは大輔とブイモンがゲスト参戦する。